# Epicosymbia perstrigulata
Epicosymbia perstrigulata är en fjärilsart som beskrevs av Louis Beethoven Prout 1913. Epicosymbia perstrigulata ingår i släktet Epicosymbia och familjen mätare. Inga underarter finns listade i Catalogue of Life.